# Sherbro (langue)
Le sherbro, aussi appelé bolom (autonyme : mbolomdɛ), est une langue mel parlée au Sierra Leone.

## Écriture
| A a | B b | Ch ch | D d | E e | Ɛ ɛ | F f | Gb gb | H h | I i | J j | K k | L l | M m |
| N n | Ŋ ŋ | Ny ny | O o | Ɔ ɔ | P p | R r | S s   | T t | U u | V v | W w | Y y |     |